# مونيك ألين
مونيك ألين (بالإنجليزية: Monique Allen) هي لاعبة جمباز أسترالية، ولدت في 10 نوفمبر 1971.

## وصلات خارجية
- مونيك ألين على موقع الاتحاد الدولي للجمباز (biography) (الإنجليزية)
- مونيك ألين على موقع اللجنة الأولمبية الدولية (الإنجليزية)
- مونيك ألين على موقع أوليمبيديا (الإنجليزية)
- مونيك ألين على موقع اللجنة الأولمبية الأسترالية (الإنجليزية)
- مونيك ألين على موقع اتحاد ألعاب الكومنولث (مؤرشف) (الإنجليزية)